# ناحیه کنترون
ناحیه کنترون (به ارمنی: Կենտրոն վարչական շրջան) یکی از ناحیه‌های دوازده‌گانه ایروان پایتخت ارمنستان می‌باشد که از غرب با ناحیه‌های آجاپنیاک و مالاتیا سباستیا، از جنوب با ناحیه‌های شنگاویت و اربونی، از شرق با ناحیه نور نورک و از شمال با ناحیه‌های آرابکیر و کاناکر زیتون هم‌مرز است. رود هرازدان (به ارمنی: Հրազդան գետ) در بخش غربی این ناحیه جریان دارد.

## خصوصیات
ناحیه کنترون ۱۴٫۲ کیلومترمربع مساحت و ۹۹۵ متر بالاتر از سطح دریا واقع شده است.
بر اساس داده‌های اول ژانویه ۲۰۱۳، جمعیت منطقه ۱۲۶٬۰۰۰ نفر بود.

## نمای کلی
این ناحیه به‌طور غیررسمی به محله‌های کوچک‌تری مانند کوند،
نوراگیوغ، کنترون کوچک، نور کیلیکیا (کلیکیای نو)، کوزرن و
آیگستان تقسیم می‌شود.
کوند (به ارمنی: Կոնդ)و نوراگیوغ (به ارمنی: Նորագյուղ)از ۷ محلات اصیل ایروان قدیم هستند.
پارک‌ها:
- پارک انگلیسی.
- پارک کودکان
- پارک کودکان آبوویان و راه‌آهن
- پارک یادمان نسل‌کشی ارامنه
- پارک دایره‌ای
- پارک عشاق
- پارک ماردیروس ساریان
- پارک کومیتاس
- پارک شاهومیان
- پارک میساک مانوچیان

## فرهنگ
- کتابخانه ملی ارمنستان
- نگارخانه ملی ارمنستان

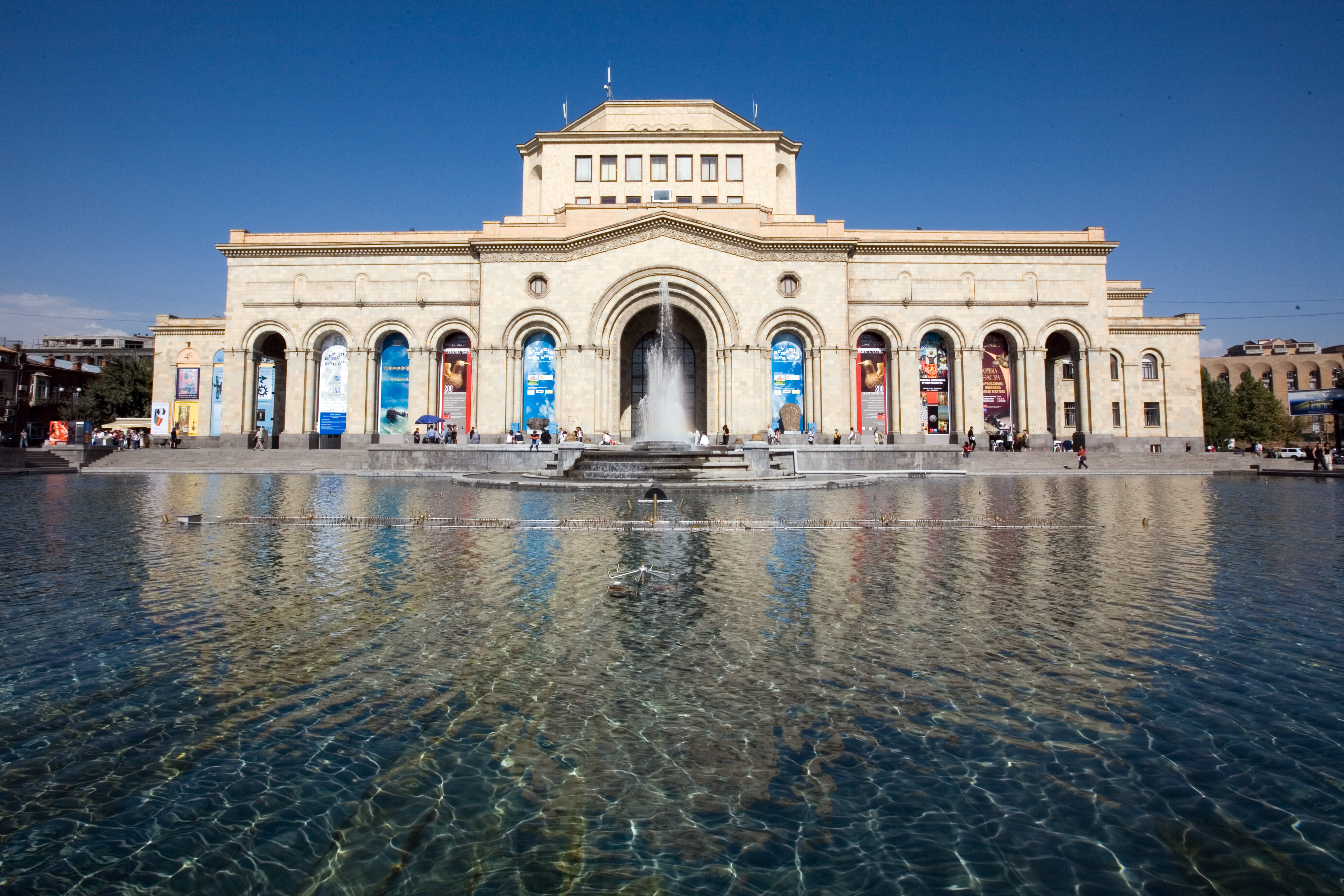
نگارخانه ملی ارمنستان

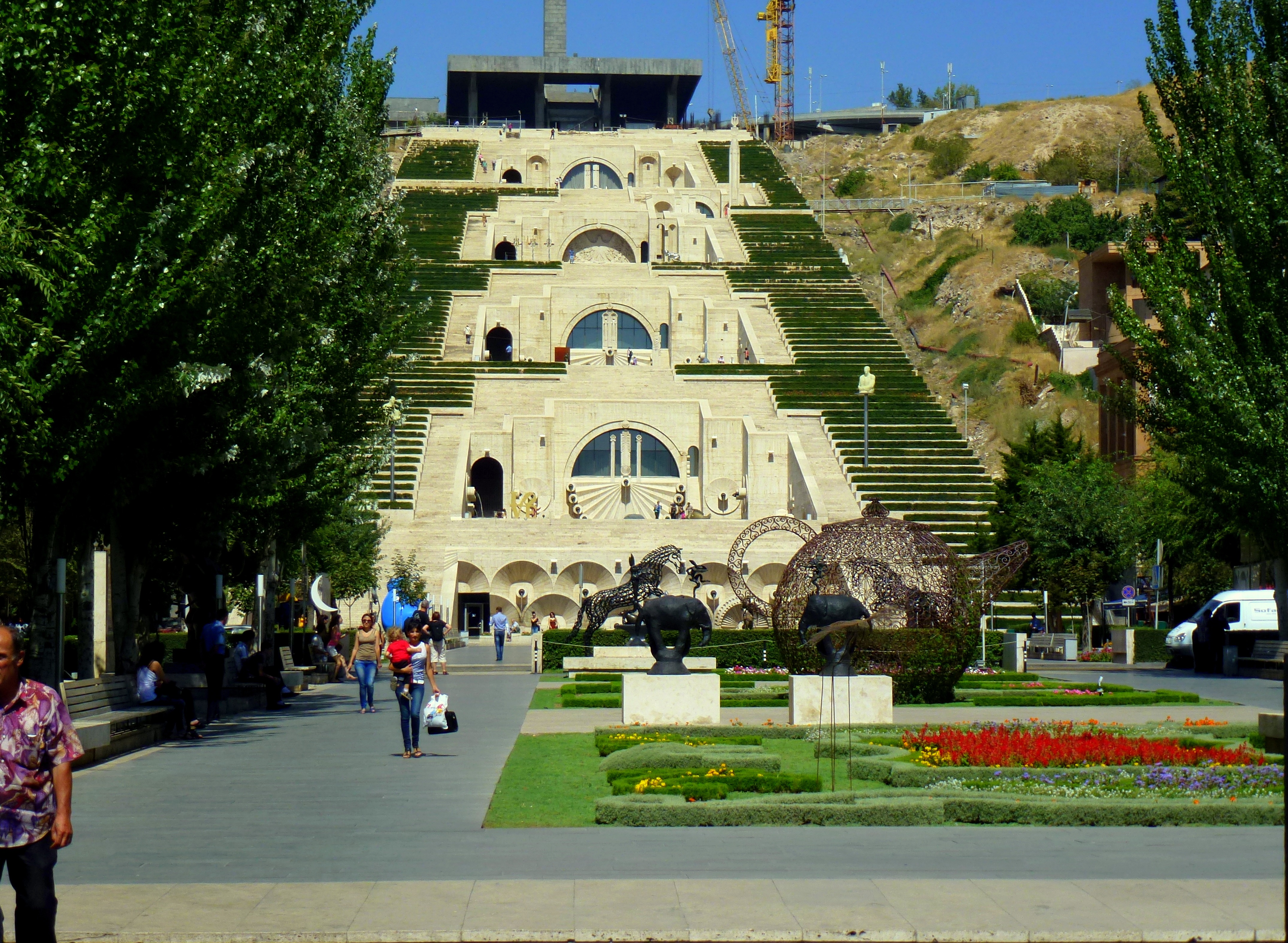
موزه هنر کافسجیان در کاسکاد ایروان

- تالار آکادمی ملی اپرا و باله آلکساندر اسپنداریان
- فرهنگستان دولتی تئاتر سوندوکیان
- تئاتر کمدی موزیکال پارونیان
- تئاتر روسی استانیسلاوسکی
- تئاتر عروسکی هوهانس تومانیان
- خانه موسیقی مجلسی کومیتاس

## ترابری

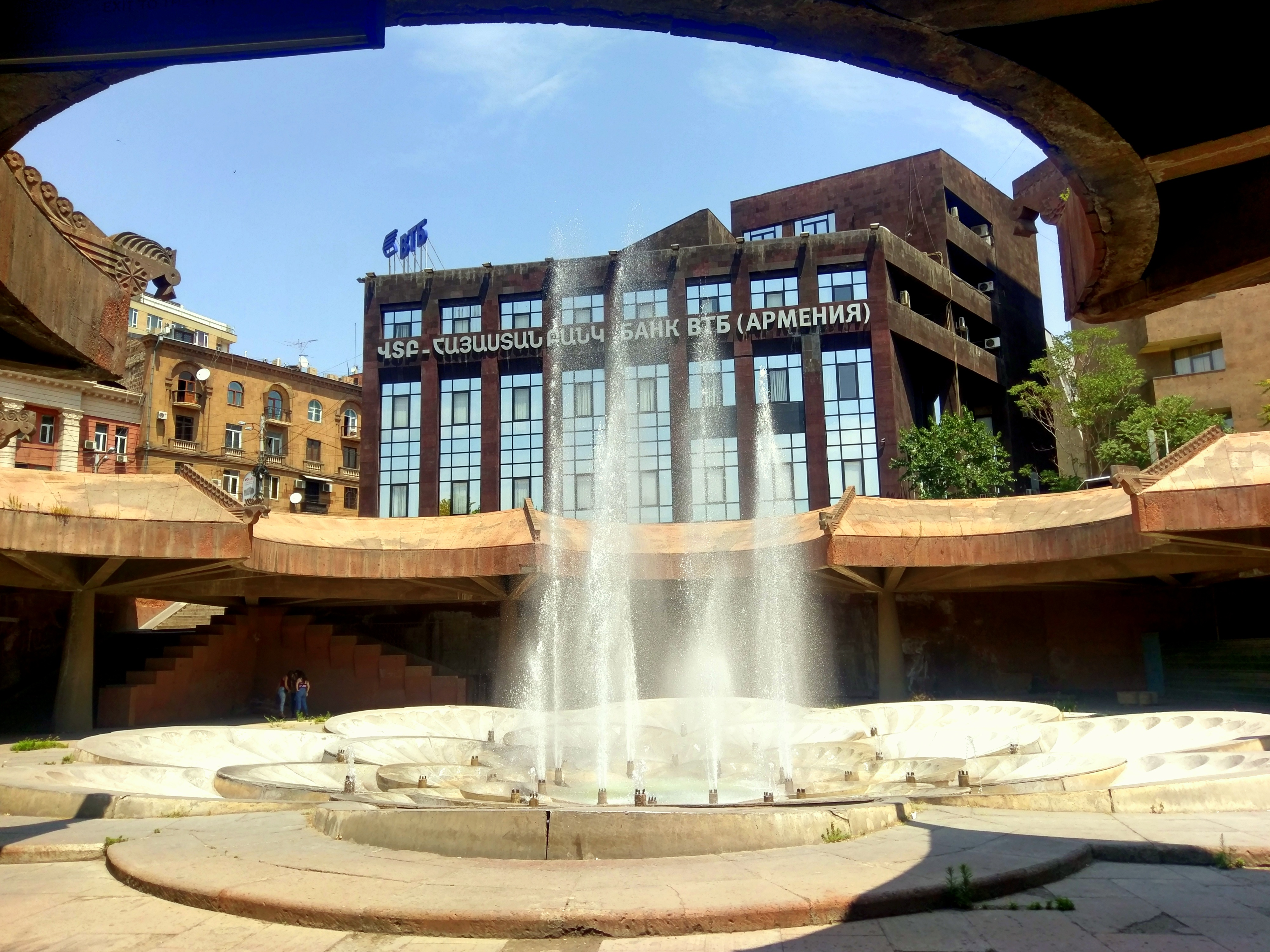
فواره‌ها در ایستگاه متروی کنترون

ناحیه کنترون دارای پوشش خوبی از ترابری عمومی است که شامل خطوط اتوبوس شهری و سامانه اتوبوس برقی می‌باشد.
- متروی ایروان دارای چهار ایستگاه ذیل در ناحیه کنترون می‌باشد:

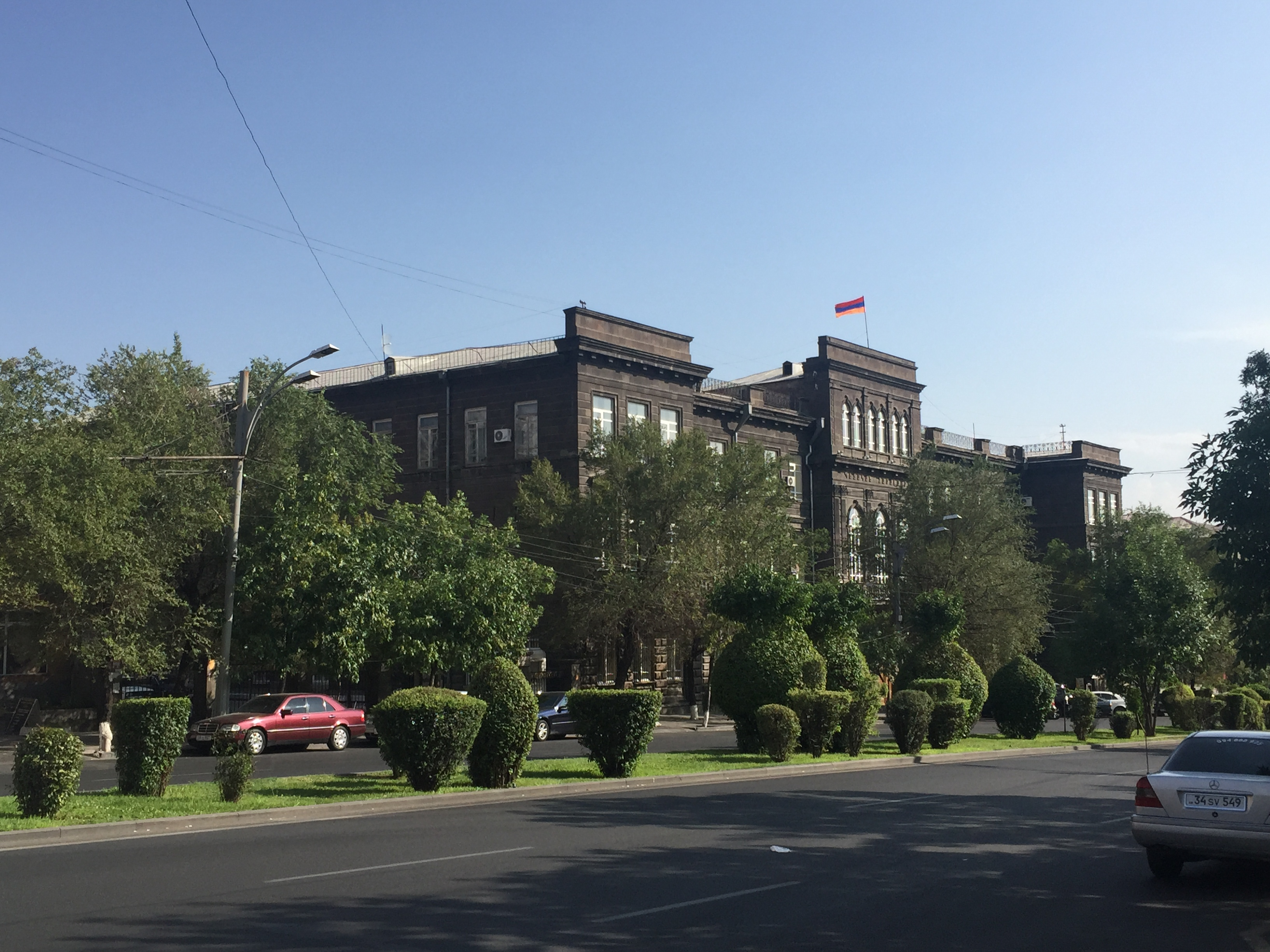
خیابان آبوویان

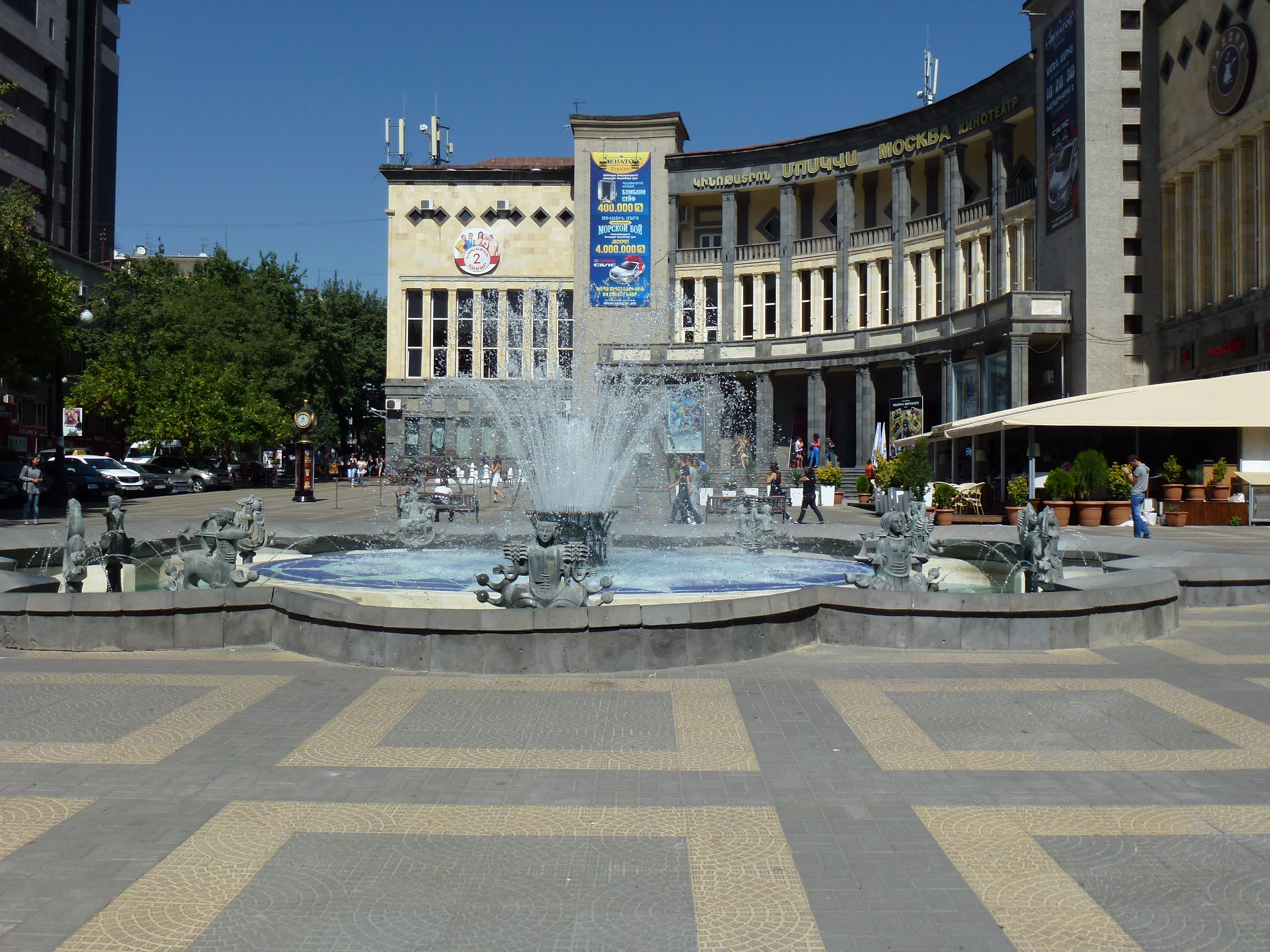
میدان شارل آزناوور

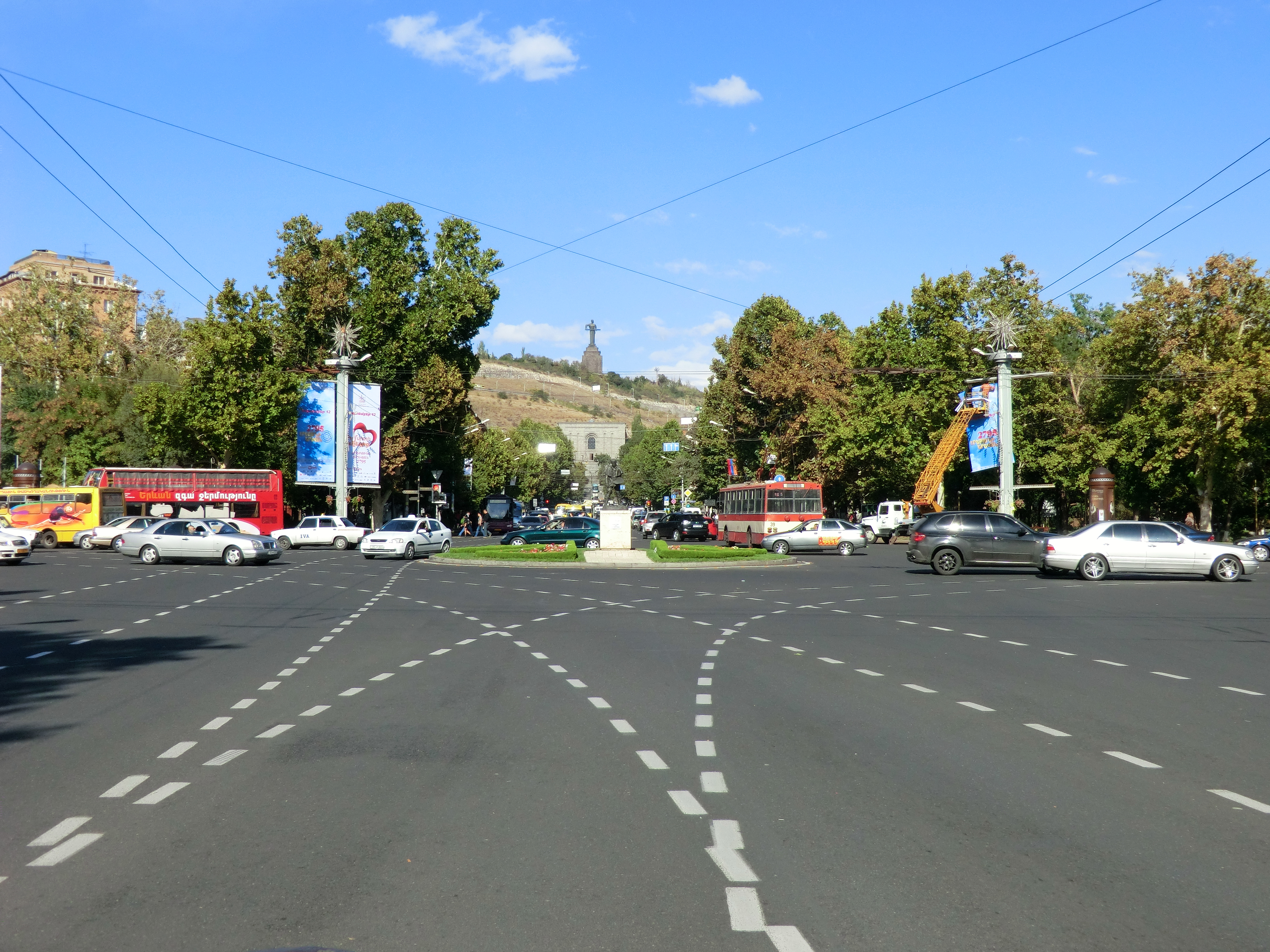
پلاز دو فرانس، با تندیسی از ژول باستین-لپاژ در میان آن

  - ایستگاه مارشال باقرامیان
  - ایستگاه یریتاسارداکان
  - ایستگاه میدان جمهوری
  - ایستگاه ژنرال آندرانیک

- خیابان آرام
- خیابان آبوویان
- خیابان ماشتوتس
- خیابان میکائیل نعلبندیان
- خیابان امیریان
- خیابان تیگران متس (تیگران بزرگ)
- خیابان سایات‌نووا
- خیابان تومانیان
- خیابان مارشال باقرامیان
- خیابان چارنتس
- خیابان پارونیان
- خیابان پروشیان
- خیابان ایتالیا
- خیابان وازگن سارگسیان
- خیابان آرگیشتی یکم
- خیابان شمالی
- خیابان سارالانج
- میدان جمهوری
- میدان آزادی
- میدان شارل آزناوور
- میدان آندره ساخاروف
- میدان روسیه
- پلاز دو فرانس
- میدان استپان شاهومیان
- میدان آلکساندر میاسنیکیان

## اقتصاد

### صنعت

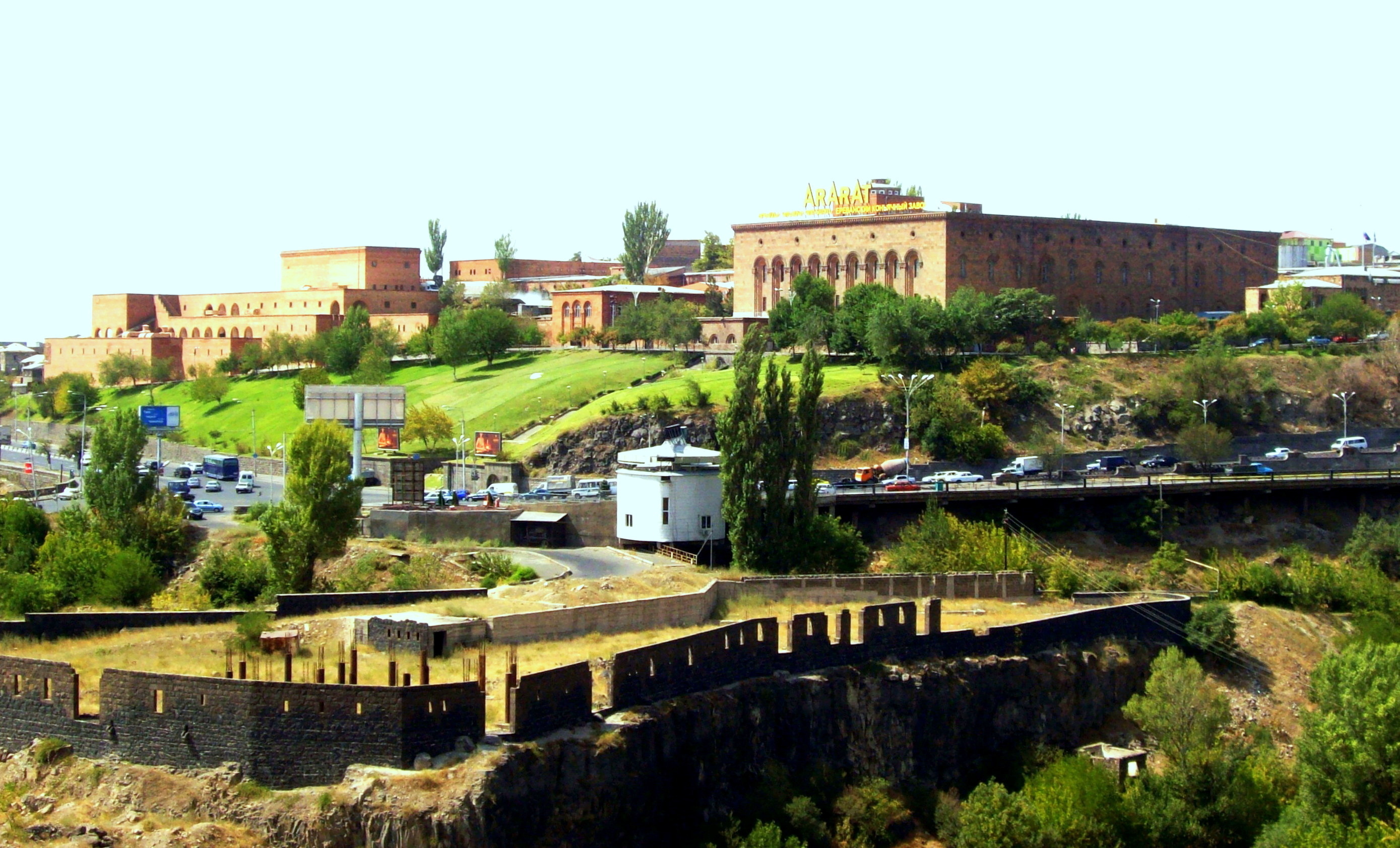
کارخانه تولید برندی ایروان

کارخانه‌های صنعتی:
- کارخانه شراب‌سازی آرارات ایروان
- کارخانه تولید برندی ایروان
- کارخانه مهندسی الکترو-هاوس

## نگارخانه

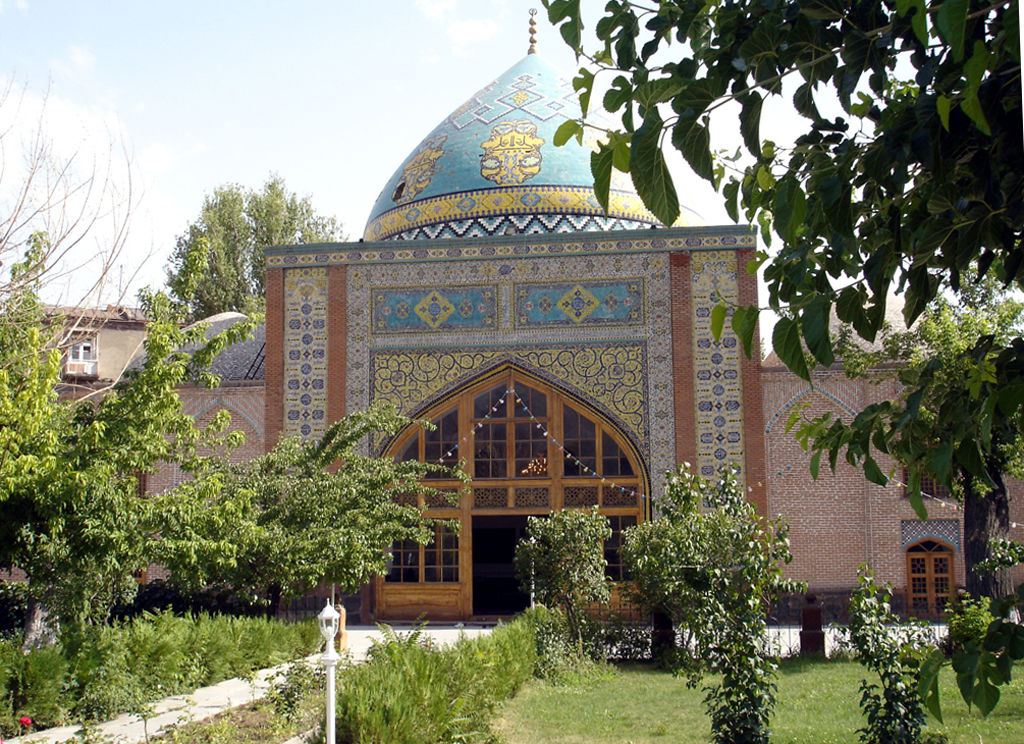
مسجد کبود (ایروان)
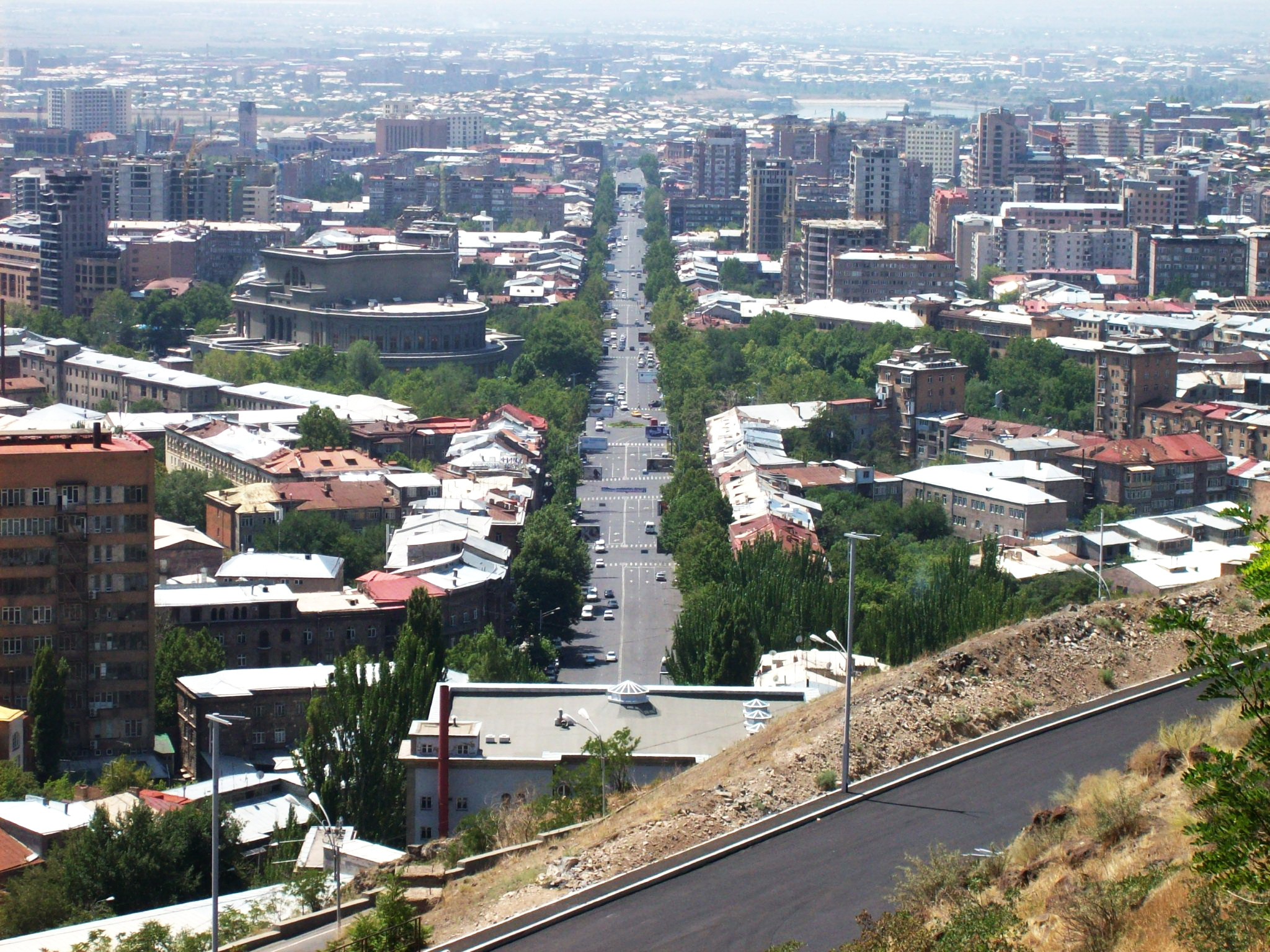
خیابان ماشتوتس
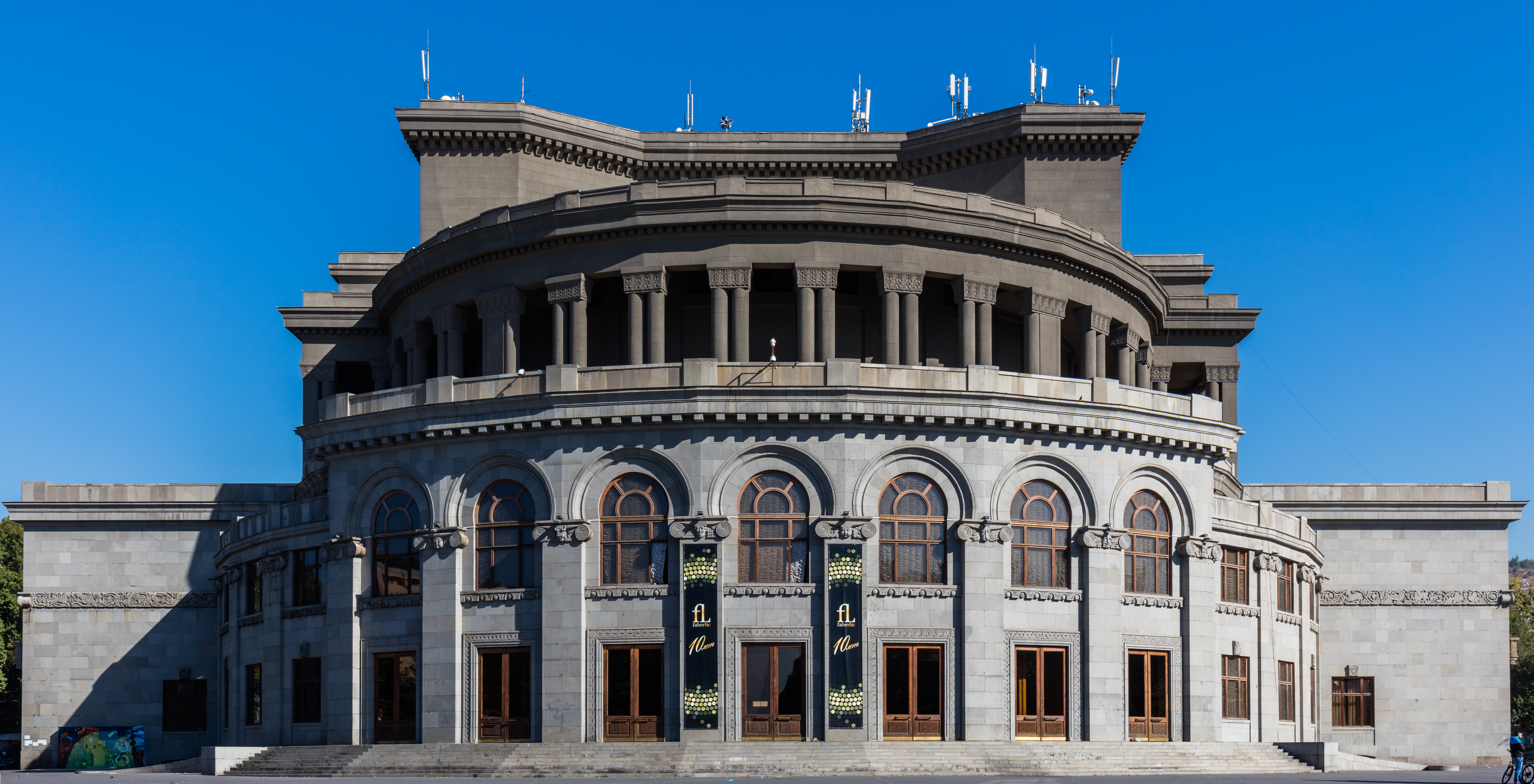
تالار اپرای ایروان
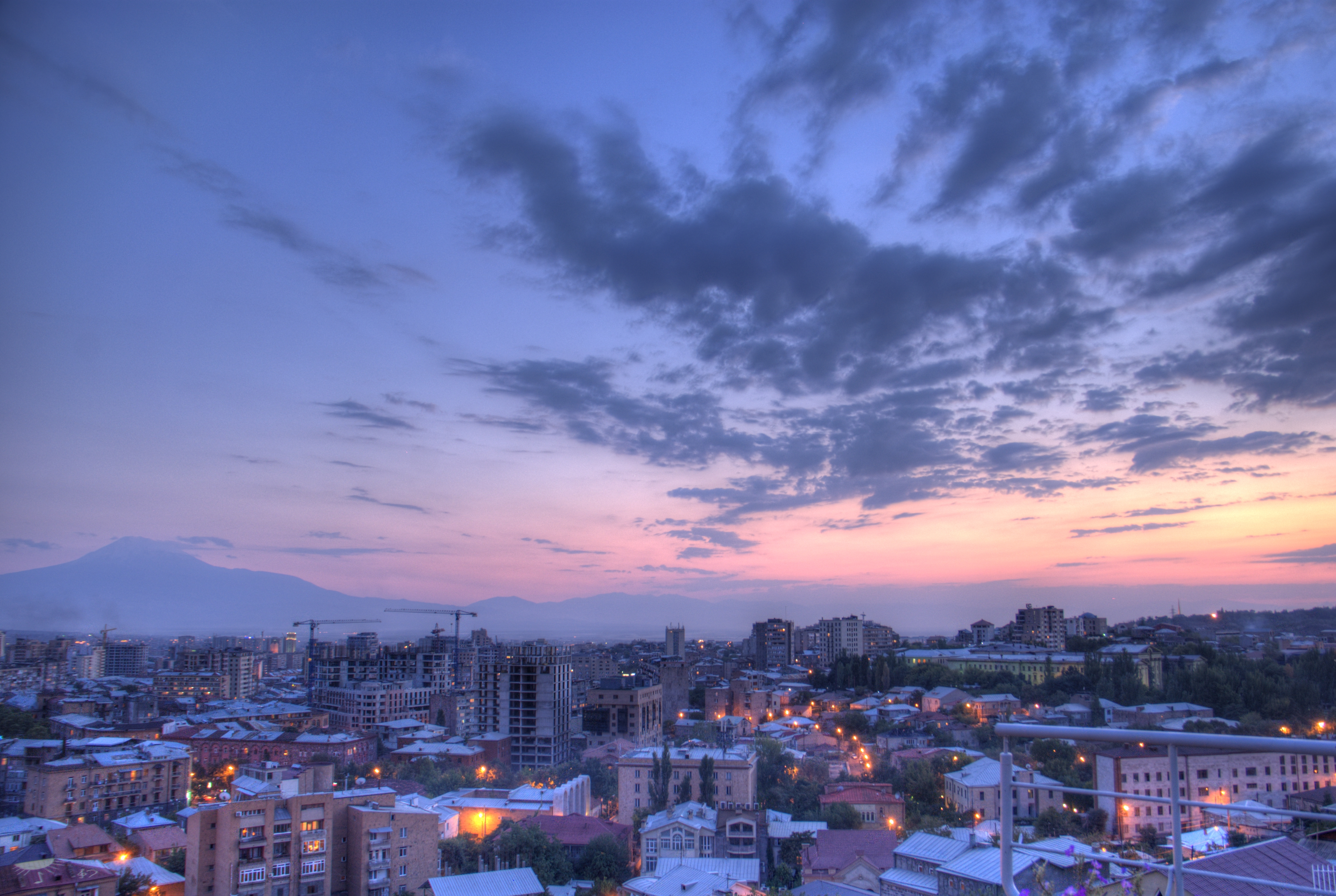
غروب بر فراز ناحیه کنترون